# Karolewo (Bolesławowo)
Karolewo – część wsi Bolesławowo w Polsce, położona w województwie pomorskim, w powiecie starogardzkim, w gminie Skarszewy.
W latach 1975–1998 Karolewo należało administracyjnie do województwa gdańskiego.